# Aeroportul El Alcaraván
Aeroportul El Alcaraván (IATA: EYP, ICAO: SKYP) este un aeroport din Yopal⁠(d), Casanare Department⁠(d), Columbia ce deservește zona Yopal⁠(d). Aeroportul a fost tranzitat în 2022 de 303.140 de pasageri.
Situat la o altitudine de 311 m, aeroportul dispune de o singură pistă. Este operat de Colombian Civil Aviation Authority⁠(d).